# Карл Карстенс
Карл Карстенс (14. децембар 1914 — 30. мај 1992) био је немачки политичар, који је био на функцији председника Немачке од 1979. до 1984. године. Био је члан Хришћанско-демократске уније.